# Kenneth Taylor (Fußballspieler)
Kenneth Ina Dorothea Taylor (* 16. Mai 2002 in Alkmaar) ist ein niederländischer Fußballspieler, der aktuell bei Ajax Amsterdam unter Vertrag steht und niederländischer Nationalspieler ist.

## Karriere

### Verein
Taylor begann seine fußballerische Karriere bei De Foresters, wo er bis 2010 spielte. Anschließend wechselte er, im Jahr 2010 im Alter von acht Jahren, in die Fußballschule von Ajax Amsterdam. In der Saison 2017/18 spielte er bereits öfters für die B-Junioren und einmal für die A-Junioren. Die reguläre Saison beendete er mit 30 Einsätzen für die U19 und spielte viermal in der Youth League. Nach der Saison stand er mit der U19 auf Platz eins der Liga und des Pokals. Am 15. Oktober 2018 (9. Spieltag) debütierte er für die Zweitmannschaft gegen Jong PSV. In der Folgesaison kam er sowohl für die U19, als auch für die zweite Mannschaft zum Einsatz. Am 12. Dezember 2020 (12. Spieltag) spielte er das erste Mal in der Eredivisie für die erste Mannschaft, als er gegen PEC Zwolle in der 63. Minute für Perr Schuurs ins Spiel kam. In der gesamten Saison spielte er zweimal für die Erstmannschaft und konnte vier Tore und vier Vorlagen in 18 Zweitligaspielen machen. Während der Saison, im November 2020 unterschrieb er bis 2024 bei der ersten Mannschaft. Bei einem 5:1-Auswärtssieg gegen Sporting Lissabon spielte er am 15. September 2021 das erste Mal auch in der Champions League. Anfang Februar (21. Spieltag) schoss er schließlich bei einem 3:0-Heimsieg gegen Heracles Almelo sein erstes Tor in der Eredivisie. In der gesamten Saison kam er elfmal für die zweite Mannschaft zum Einsatz, wobei er sieben Tore schoss, und 19 Mal für das erste Team, für das er zweimal traf und fünf Tore vorbereitete.

### Nationalmannschaft
Taylor spielte bislang für diverse Nationalmannschaften der Niederlande. Mit der U17 spielte er bei der U17-EM 2019 teil, die er als Kapitän der Mannschaft gewann. Außerdem wurde er bei der U17-WM 2019 Vierter und war ebenfalls Kapitän der Mannschaft. Nach drei Einsätzen für die U18-Mannschaft wurde er ab September 2021 für die U21-Nationalmannschaft nominiert und spielte dort nahezu jedes Qualifikationsspiel zur U21-EM 2023.
Nach einer starken Anfangsphase von Taylor in der Saison 2022/23 wurde er Ende September 2022 erstmals für die A-Nationalmannschaft der Niederlande berufen. Sein Debüt gab er bei einem 2:0-Auswärtssieg gegen Polen, als er in der UEFA Nations League für die letzten 15 Minuten ins Spiel kam.
Mit der U21 nahm er an der Europameisterschaft 2025 teil und erreichte mit seiner Mannschaft das Halbfinale.  

## Sonstiges
Taylor wird sehr häufig mit Real Madrids Toni Kroos verglichen, sagte aber einst in einem Interview, sein Idol sei Georginio Wijnaldum.

## Erfolge
Ajax Amsterdam U19
- Niederländischer U19-Meister: 2019
- Niederländischer U19-Pokalsieger: 2019

Ajax Amsterdam
- Niederländischer Meister: 2021, 2022

Nationalmannschaft
- U17-Europameister: 2019